# 20.ª etapa del Giro de Italia 2022
La 20.ª etapa del Giro de Italia 2022 tuvo lugar el 28 de mayo de 2022 entre Belluno y Marmolada sobre un recorrido de 168 km. El vencedor fue el italiano Alessandro Covi del equipo UAE Emirates y el australiano Jai Hindley del Bora-Hansgrohe se convirtió en el nuevo líder de la prueba.

## Clasificación de la etapa
| Belluno - Marmolada | etapa de montaña | (168 km) |

| \| Clasificación de la etapa \| Clasificación de la etapa \| Clasificación de la etapa \| Clasificación de la etapa \| Clasificación de la etapa \| \| Ciclista \| Ciclista \| Equipo \| Tiempo \| \| \| ------------------------- \| ------------------------- \| ------------------------- \| ------------------------- \| ------------------------- \| \| 1.º \| Alessandro Covi \| UAE Team Emirates \| 4 h 46 min 34 s \| \| \| 2.º \| Domen Novak \| Bahrain Victorious \| + 32 s \| \| \| 3.º \| Giulio Ciccone \| Trek-Segafredo \| + 37 s \| \| \| 4.º \| Antonio Pedrero \| Movistar Team \| + 1 min 36 s \| \| \| 5.º \| Thymen Arensman \| Team DSM \| + 1 min 50 s \| \| \| 6.º \| Jai Hindley \| Bora-Hansgrohe \| + 2 min 30 s \| \| \| 7.º \| Gijs Leemreize \| Jumbo-Visma \| + 3 min 04 s \| \| \| 8.º \| Hugh Carthy \| EF Education-EasyPost \| + 3 min 19 s \| \| \| 9.º \| Mikel Landa \| Bahrain Victorious \| + 3 min 19 s \| \| \| 10.º \| Lennard Kämna \| Bora-Hansgrohe \| + 3 min 39 s \| \| |                 |                       |                 |
| |                 |                       |                 |
| Fuente: ProCyclingStats |                 |                       |                 |
| Clasificación de la etapa |                 |                       |                 |
| Ciclista | Ciclista        | Equipo                | Tiempo          |
| 1.º | Alessandro Covi | UAE Team Emirates     | 4 h 46 min 34 s |
| 2.º | Domen Novak     | Bahrain Victorious    | + 32 s          |
| 3.º | Giulio Ciccone  | Trek-Segafredo        | + 37 s          |
| 4.º | Antonio Pedrero | Movistar Team         | + 1 min 36 s    |
| 5.º | Thymen Arensman | Team DSM              | + 1 min 50 s    |
| 6.º | Jai Hindley     | Bora-Hansgrohe        | + 2 min 30 s    |
| 7.º | Gijs Leemreize  | Jumbo-Visma           | + 3 min 04 s    |
| 8.º | Hugh Carthy     | EF Education-EasyPost | + 3 min 19 s    |
| 9.º | Mikel Landa     | Bahrain Victorious    | + 3 min 19 s    |
| 10.º | Lennard Kämna   | Bora-Hansgrohe        | + 3 min 39 s    |

## Clasificaciones al final de la etapa

### Clasificación general(Maglia Rosa)
| \| Clasificación general \| Clasificación general \| Clasificación general \| Clasificación general \| Clasificación general \| \| Ciclista \| Ciclista \| Equipo \| Tiempo \| \| \| --------------------- \| --------------------- \| ---------------------------------- \| --------------------- \| --------------------- \| \| 1.º \| Jai Hindley \| Bora-Hansgrohe \| 86 h 07 min 19 s \| \| \| 2.º \| Richard Carapaz \| Ineos Grenadiers \| + 1 min 25 s \| \| \| 3.º \| Mikel Landa \| Bahrain Victorious \| + 1 min 51 s \| \| \| 4.º \| Vincenzo Nibali \| Astana Qazaqstan Team \| + 7 min 57 s \| \| \| 5.º \| Pello Bilbao \| Bahrain Victorious \| + 8 min 55 s \| \| \| 6.º \| Jan Hirt \| Intermarché-Wanty-Gobert Matériaux \| + 9 min 07 s \| \| \| 7.º \| Emanuel Buchmann \| Bora-Hansgrohe \| + 11 min 18 s \| \| \| 8.º \| Domenico Pozzovivo \| Intermarché-Wanty-Gobert Matériaux \| + 16 min 04 s \| \| \| 9.º \| Juan Pedro López \| Trek-Segafredo \| + 17 min 29 s \| \| \| 10.º \| Hugh Carthy \| EF Education-EasyPost \| + 17 min 56 s \| \| |                    |                                    |                  |
| |                    |                                    |                  |
| Fuente: ProCyclingStats |                    |                                    |                  |
| Clasificación general |                    |                                    |                  |
| Ciclista | Ciclista           | Equipo                             | Tiempo           |
| 1.º | Jai Hindley        | Bora-Hansgrohe                     | 86 h 07 min 19 s |
| 2.º | Richard Carapaz    | Ineos Grenadiers                   | + 1 min 25 s     |
| 3.º | Mikel Landa        | Bahrain Victorious                 | + 1 min 51 s     |
| 4.º | Vincenzo Nibali    | Astana Qazaqstan Team              | + 7 min 57 s     |
| 5.º | Pello Bilbao       | Bahrain Victorious                 | + 8 min 55 s     |
| 6.º | Jan Hirt           | Intermarché-Wanty-Gobert Matériaux | + 9 min 07 s     |
| 7.º | Emanuel Buchmann   | Bora-Hansgrohe                     | + 11 min 18 s    |
| 8.º | Domenico Pozzovivo | Intermarché-Wanty-Gobert Matériaux | + 16 min 04 s    |
| 9.º | Juan Pedro López   | Trek-Segafredo                     | + 17 min 29 s    |
| 10.º | Hugh Carthy        | EF Education-EasyPost              | + 17 min 56 s    |

### Clasificación por puntos(Maglia Ciclamino)
| Clasificación por puntos | Clasificación por puntos | Clasificación por puntos        | Clasificación por puntos | Clasificación por puntos |
| Ciclista                 | Ciclista                 | Equipo                          | Puntos                   |                          |
| ------------------------ | ------------------------ | ------------------------------- | ------------------------ | ------------------------ |
| 1.º                      | Arnaud Démare            | Groupama-FDJ                    | 254 pts                  |                          |
| 2.º                      | Fernando Gaviria         | UAE Team Emirates               | 136 pts                  |                          |
| 3.º                      | Mark Cavendish           | Quick-Step Alpha Vinyl          | 132 pts                  |                          |
| 4.º                      | Mathieu van der Poel     | Alpecin-Fenix                   | 96 pts                   |                          |
| 5.º                      | Alberto Dainese          | Team DSM                        | 95 pts                   |                          |
| 6.º                      | Dries De Bondt           | Alpecin-Fenix                   | 83 pts                   |                          |
| 7.º                      | Simone Consonni          | Cofidis                         | 73 pts                   |                          |
| 8.º                      | Phil Bauhaus             | Bahrain Victorious              | 72 pts                   |                          |
| 9.º                      | Koen Bouwman             | Jumbo-Visma                     | 71 pts                   |                          |
| 10.º                     | Filippo Tagliani         | Drone Hopper-Androni Giocattoli | 70 pts                   |                          |

### Clasificación de la montaña(Maglia Azzurra)
| Clasificación de la montaña | Clasificación de la montaña | Clasificación de la montaña        | Clasificación de la montaña | Clasificación de la montaña |
| Ciclista                    | Ciclista                    | Equipo                             | Puntos                      |                             |
| --------------------------- | --------------------------- | ---------------------------------- | --------------------------- | --------------------------- |
| 1.º                         | Koen Bouwman                | Jumbo-Visma                        | 294 pts                     |                             |
| 2.º                         | Giulio Ciccone              | Trek-Segafredo                     | 163 pts                     |                             |
| 3.º                         | Alessandro Covi             | UAE Team Emirates                  | 102 pts                     |                             |
| 4.º                         | Diego Rosa                  | Eolo-Kometa                        | 94 pts                      |                             |
| 5.º                         | Davide Formolo              | UAE Team Emirates                  | 87 pts                      |                             |
| 6.º                         | Jai Hindley                 | Bora-Hansgrohe                     | 78 pts                      |                             |
| 7.º                         | Lennard Kämna               | Bora-Hansgrohe                     | 78 pts                      |                             |
| 8.º                         | Santiago Buitrago           | Bahrain Victorious                 | 71 pts                      |                             |
| 9.º                         | Richard Carapaz             | Ineos Grenadiers                   | 65 pts                      |                             |
| 10.º                        | Jan Hirt                    | Intermarché-Wanty-Gobert Matériaux | 57 pts                      |                             |

### Clasificación de los jóvenes(Maglia Bianca)
| Clasificación del mejor joven | Clasificación del mejor joven | Clasificación del mejor joven | Clasificación del mejor joven | Clasificación del mejor joven |
| Ciclista                      | Ciclista                      | Equipo                        | Tiempo                        |                               |
| ----------------------------- | ----------------------------- | ----------------------------- | ----------------------------- | ----------------------------- |
| 1.º                           | Juan Pedro López              | Trek-Segafredo                | 86 h 24 min 48 s              |                               |
| 2.º                           | Santiago Buitrago             | Bahrain Victorious            | + 5 min 56 s                  |                               |
| 3.º                           | Pavel Sivakov                 | Ineos Grenadiers              | + 23 min 06 s                 |                               |
| 4.º                           | Thymen Arensman               | Team DSM                      | + 26 min 10 s                 |                               |
| 5.º                           | Luca Covili                   | Bardiani CSF Faizanè          | + 1 h 11 min 10 s             |                               |
| 6.º                           | Gijs Leemreize                | Jumbo-Visma                   | + 1 h 41 min 54 s             |                               |
| 7.º                           | Vadim Pronskiy                | Astana Qazaqstan Team         | + 1 h 44 min 30 s             |                               |
| 8.º                           | Mauri Vansevenant             | Quick-Step Alpha Vinyl        | + 1 h 45 min 04 s             |                               |
| 9.º                           | Attila Valter                 | Groupama-FDJ                  | + 1 h 57 min 50 s             |                               |
| 10.º                          | Ben Tulett                    | Ineos Grenadiers              | + 2 h 10 min 16 s             |                               |

### Clasificación por equipos"Súper team"
| Clasificación por equipos | Clasificación por equipos          | Clasificación por equipos | Clasificación por equipos |
| Equipo                    | Equipo                             | Tiempo                    |                           |
| ------------------------- | ---------------------------------- | ------------------------- | ------------------------- |
| 1.º                       | Bahrain Victorious                 | 258 h 34 min 45 s         |                           |
| 2.º                       | Bora-Hansgrohe                     | + 5 min 18 s              |                           |
| 3.º                       | Intermarché-Wanty-Gobert Matériaux | + 1 h 23 min 27 s         |                           |
| 4.º                       | Ineos Grenadiers                   | + 1 h 23 min 29 s         |                           |
| 5.º                       | Astana Qazaqstan Team              | + 2 h 18 min 33 s         |                           |
| 6.º                       | Trek-Segafredo                     | + 2 h 21 min 47 s         |                           |
| 7.º                       | Jumbo-Visma                        | + 2 h 42 min 07 s         |                           |
| 8.º                       | UAE Team Emirates                  | + 3 h 18 min 00 s         |                           |
| 9.º                       | BikeExchange-Jayco                 | + 3 h 32 min 57 s         |                           |
| 10.º                      | Movistar Team                      | + 3 h 37 min 38 s         |                           |

## Abandonos
David de la Cruz no completó la etapa.